# 愛媛県道261号伊予石城停車場線
愛媛県道261号伊予石城停車場線 （えひめけんどう261ごう いよいわきていしゃじょうせん）は、愛媛県西予市を通る一般県道である。

## 概要
西予市宇和町岩木から西予市宇和町西山田に至る。

### 路線データ
- 起点：西予市宇和町岩木（JR四国予讃線 伊予石城駅前）
- 終点：西予市宇和町西山田（愛媛県道30号宇和三瓶線交点）

## 地理

### 通過する自治体
- 愛媛県
  - 西予市

### 交差する道路
| 交差する道路           | 交差する場所 | 交差する場所 |
| ---------------------- | ------------ | ------------ |
| 愛媛県道30号宇和三瓶線 | 宇和町西山田 | 終点         |

### 沿線
- JR四国予讃線 伊予石城駅
- 西予市立石城小学校